# Душан Моравчик
Душан Моравчик (чеш. Dušan Moravčík; Bánově 27. мај 1948) је бивши чехословачки атлетичар, носилац сребрне медаље на Европском првенству 1971. у Хелсинкију на 3.000 метара са препрекама резултатом 8:26,2 мин.
Атлетиком се бавио у атлетском клубу Збројовка Брно. Затим је прешао у АК Дукла Праг, где је тренирао Александар Зволенски Вишетруки је првак и рекордер Чехословачке. Држао је 5 рекорда Чехословачке, а његов рекорд на 3.000 метара са препрекама 8:23,8 још увек није оборен.
За репрезентацију Чехосковачке наступао је 23 пута у периоду 1970 — 1980. Три пута је учествовао на Летњим олимпијским играма, 1972. у Минхену, 1976. у Монтреалу 1980. у Москви. Најбољи пласман је остварио 1972 у Минхену, где је заузео 5 место.

## Лични рекорди
- 800 м - 1:49,9 (1971)
- 1.500 м - 3:42,4 (1971)
- 3.000 м - 7:59,8 (1976)
- 5.000 м - 13:40,27 (1972)
- 10.000 м - 28:57,9 (1977)
- 3.000 м препрека - 8:23,8 (1972) НР